# Isidore Fattal
Pour les articles homonymes, voir Fattal.
 (juin 2023).
Isidore Fattal, archevêque Melkite d'Alep (Syrie), est un dignitaire de l'Église grecque-catholique melkite. Né le 26 octobre 1886 à Alep (Syrie), il y est décédé le 4 septembre 1961 à 75 ans. Il a été Métropolite d’Alep, de Séleucie et de Cyrrhus pendant 18 ans.

## Parcours sacerdotal
- 20 juillet (1912) : ordonné prêtre à l'âge de 25 ans
- 20 juin (1943) : nommé évêque de Baniyas (Syrie) à l'âge de 56 ans
- 1er août (1943) : consacré évêque de Baniyas
- 13 août (1943) : nommé archevêque d'Alep (Syrie). Son prédécesseur est Makarios Saba, et son successeur est Athanase Toutounji[2].

## Portrait
Après la mort de Monseigneur Fattal, le Révérend Archimandrite Ignace Dick publiait cet hommage dans le Courrier Ste Anne paru en janvier 1963:

### Un grand évêque syrien
« On peut dire que l'épiscopat de Isidore Fattal se confond avec l'histoire de la Syrie chrétienne en l'une de ses périodes les plus critiques.
« En 1943, deux grandes tâches s'ouvraient devant Isidore Fattal.
« 1. Sur le plan intérieur de l'Église, il fallait faire face aux réalités nouvelles de l'après-guerre et prendre en main les responsabilités qu'assumaient, sous le mandat, des religieux français: c'est dans cette perspective que se place l'ensemble de son œuvre pastorale et éducative.
« 2. Sur le plan national, il fallait à la fois engager les chrétiens à servir loyalement le nouvel État naissant et en même temps assurer la personnalité religieuse de ces chrétiens en faisant sauvegarder les triples libertés de conscience, d'enseignement et de statut personnel. En dehors de ces grandes tâches, il y avait celles, plus cachées et plus humbles, des jours qui se suivent et se ressemblent: occasion pour l'évêque d'un service continu pour son peuple, libération permanente de lui-même en faveur de l'Église.
« Le Gouvernement syrien a reconnu les immenses services rendus à la patrie par Fattal et lui a accordé la décoration du grand mérite syrien. L'Église l'a glorifié et la rumeur l'a exalté à sa mort.

### Rappel de quelques tâches réalisées
« 1. Vie commune des prêtres :
« Dès 1943, Monseigneur groupe tous ses prêtres à l'évêché.
- « Il institue la table commune en pleine guerre.
- « Il agrandit l'évêché et construit le grand pavillon de l'hôtellerie afin de réserver tout l'évêché à ses prêtres.
- « Il partage le territoire de la ville entre les divers curés. Le casuel est mis en commun et réparti uniformément entre les curés.

« 2. Instruction du peuple
- « Dès 1943 également, et malgré la crise du papier, Mgr Fattal fonde le bulletin diocésain qui sera bimensuel. Bientôt des tracts distribués le Dimanche apporteront chaque semaine dans les familles la nourriture spirituelle.
- « Il s'intéresse d'une façon particulière aux écoles.

« En 1946 notamment il collabore avec Son Excellence Monseigneur Sayegh, alors évêque de Beyrouth, pour la fondation d'un collège pour filles confié aux sœurs de Notre-Dame du Perpétuel Secours.
« Dès 1943 il aménage au quartier de Jabrié une grande école gratuite pour filles. Elle comptera jusqu'à 1.200 élèves.
« En collaboration avec la famille Salem et les Pères Salésiens il s'attelle à l'œuvre "George Salem" qui devait se consacrer à la formation technique.
« Il crée un cercle catholique pour ouvriers, parallèle à celui existant à Azizié.
« 3. L'Église Saint Georges à Suleimanié
« Avant sa mort, Mgr Fattal put voir les plans de cette Église qui sera l'une des plus belles de l'Orient. L'argent est en partie ramassé et la première pierre posée.

### Les grands moments politiques
« 1. Au début de l'indépendance syrienne 1945-1946
- « Il donna confiance aux chrétiens et les rallia au nouvel état politique.
- « Il défendit les chrétiens contre les vexations auxquelles ils étaient exposés.

« Le loyalisme de Monseigneur Isidore ne l'a pas empêché de défendre avec une énergie farouche la sécurité de son peuple quand elle fut menacée par certains éléments qui voulaient pêcher en eau trouble (le 5 juillet 1956 et plus tard le 28 octobre 1956). Tout en protestant avec courage, Monseigneur a empêché que ces événements ne fussent exploitées pour rompre l'unité nationale et pour diffamer la Syrie à l'extérieur.
« 2. De 1950 à sa mort
Sous les différents régimes qui se succédèrent depuis l'indépendance, Monseigneur Fattal, avec un grand courage, sut déployer des efforts constants pour faire respecter les libertés essentielles de conscience, d'enseignement et de statut personnel. La postérité dira qu'il est mort sur la brèche en défendant cette noble cause.
« Ce qui faisait la force de Monseigneur Fattal, c'est qu'il ne s'est jamais mêlé de politique mais qu'il a toujours cherché le dialogue avec tous les pouvoirs établis.

### Quelques traits de sa personnalité
« Si Monseigneur Isidore a pu réaliser toute cette tâche, ce fut à cause de son grand amour de l'Église et de sa patrie, de son courage, de sa serviabilité, de sa bonté, de son désintéressement, de sa générosité et de son habileté diplomatique. Il a été secondé par les circonstances mais surtout par la Providence sur laquelle il comptait énormément.
« Monseigneur n'avait pas peur des mots et parlait avec une grande franchise aux autorités constituées; cette franchise ne les froissait pas car elles savaient qu'elle provenait d'un amour sincère du bien de la Patrie.
« Il était au service de tous, des fidèles, de sa communauté comme des autres; Chrétiens de toutes confessions, Juifs, Musulmans s'adressaient à lui dans leurs difficultés.
« Ce qui augmenta aussi la popularité de Monseigneur c'était son désintéressement et sa générosité. Il ne voulait toucher que les appointements d'un simple curé et il payait de sa poche les frais de réception et les frais de ses perpétuels voyages à Damas pour la cause commune. Il secourait largement de nombreuses familles dans la gêne sans distinction de religion et en cachette. Pendant qu'on inhumait sa dépouille un ouvrier musulman entra en pleurant dans le caveau implorant pour le défunt les grâces du ciel. "Il me donnait chaque semaine, déclara-t-il, une somme qui me dépannait."
« Qui pourra compter les cas semblables?
« Ce grand évêque sut être un bon "papa". C'est pourquoi il fut si chaudement pleuré par tous. Son souvenir restera longtemps vivant dans les cœurs. »
Mgr Isidore Fattal a consacré sa vie au service de sa communauté. Conformément à la tradition, il avait choisi pour devise : « Le bon Pasteur donne sa vie pour ses brebis » et pour symbole : le Pélican (symbole de l'amour paternel).

## Sources
- (en) « Catholic Hierarchy »
- (fr) « Les Hiérarchies orientales »